# Nouh II
Nouh II, né en 976 et mort en 997, était un émir samanide. Il était le fils de Mansur Ier.

## Commencement du règne
Ayant accédé au trône très jeune, Nouh est assisté par sa mère et son vizir Abu'l-Husain 'Abd-Allah ibn Ahmad 'Utbi. Durant le début de son règne, les Qarakhanides envahissent et capturent les hauteurs de la vallée de Zarafshan, où sont situées les mines d'argent des Samanides. En 980, ils attaquent à nouveau, prenant Isfijab. Cependant 'Utbi est focalisé sur le remplacement d'Abu'l-Hasan Simjuri, le gouverneur samanide du Khorassan. Le vizir considère qu'Abu'l-Husain a trop de pouvoir ; il réussit à le remplacer en 982 par un de ses propres partisans, un général turc appelé Tash. Abu'l-Hasan fuit dans son fief du Kouhistan, au sud d'Hérat. 
Une expédition contre les Bouyides est mobilisée au Khorasan en 982. Elle est initialement un succès, mais les forces samanides sont par la suite écrasées. Une invasion bouyide de l'État samanide est seulement évitée par la mort de `Adhud ad-Dawla. 'Utbi essaye de regrouper l'armée, mais il est assassiné par les supporters d'Abu'l-Hasan et Fa'iq. 
La mort de 'Utbi provoque un soulèvement dans la capitale, Boukhara. Nouh est forcé de demander l'assistance de Tash pour réprimer la révolte. Le gouverneur réussit dans cette tâche, et se prépare à se battre contre les armées de Abu'l-Hasan et de son fils Abu 'Ali, de même que celui de Fa'iq. Cependant, il change d'avis et fait la paix avec Simjuri et Fa'iq. Tash convainc Nouh de donner à Fa'iq le contrôle de Balkh et à Abu 'Ali le contrôle d'Herat. Abu'l-Hasan est restauré au Khorasan, tandis que Tash garde son poste de gouverneur du Khorassan. 
La paix est brisée par le successeur de 'Utbi, Muhammad ibn 'Uzair, le nouveau vizir, qui était un rival de 'Utbi et qui détestait Tash. Nouh, à la suite de l'avis de Muhammad, démet Tash de son poste et réinstalle Abu'l-Hasan au poste de gouverneur. Tash fuit chez les Bouyides, qui lui fournissent une assistance. Les partisans de Simjuri et de Fa'iq le défont vers la fin de 987 mais il s'enfuit au Gorgan où il meurt en 988.
Abu'l-Hasan meurt aussi à peu près à la même période, et son fils Abu 'Ali lui succède en tant que gouverneur du Khorasan. Celui-ci accroît considérablement son pouvoir, ce qui alarme Fa'iq. La querelle entre les deux hommes devient hostile. Abu 'Ali défait Fa'iq dans une bataille en 990 environ. Durant sa retraite, Fa'iq essaye de prendre Boukhara, mais le général turc de Nouh, Bektuzun, lui inflige une autre défaite. Fa'iq retourne alors à Balkh. Nouh réussit à convaincre plusieurs de ses vassaux de mobiliser leurs forces contre Fa'iq, mais ce dernier réussit à garder ses positions.

## Les Qarakhanides et la fin de règne
Les Qarakhanides, en addition à leurs conquêtes sur les Samanides, ont hérité de plusieurs territoires (des petites principautés turques qui étaient virtuellement indépendantes de Boukhara). Ils lancent une invasion à grande échelle à la fin de 991. Leur dirigeant, Bughra Khan, détruit une armée envoyée par Nouh pour le stopper. L'émir pardonne à Fa'iq et lui donne le poste de gouverneur de Samarcande, en échange d'une promesse de ce dernier de se battre contre les  Qarakhanides. Peu de temps après cependant, Fa'iq se rend à Bughra Khan, qui se met alors en marche vers Boukhara. Nouh s'enfuit, et les Qarakhanides entrent dans la capitale à la fin du printemps 992. L'émir se tourne alors vers Abu 'Ali, qui réside encore à Nishapur, la capitale provinciale du Khorassan. Il demande son assistance, mais ce dernier refuse. La situation change quand Bughra Khan tombe malade à Boukhara. Ce dernier voyage vers Samarcande et meurt alors sur la route en direction du nord. La garnison laissée à Boukhara est défaite par Nouh durant l'été de la même année.
Fa'iq essaye de prendre Boukhara pour lui-même, mais il est battu. Il fuit alors chez Abu 'Ali ; les deux chefs enterrent leurs différends passés et se ressoudent afin de mettre fin au règne du dirigeant samanide. Nouh demande l'assistance de Subuktigîn de Ghazni. Les Ghaznévides acceptent de fournir une assistance, et les forces de Nouh sont encore plus renforcées par une aide du Khwarezm et de plusieurs autres de ses vassaux. Une bataille ayant lieu au Khorasan en août 994 a pour conséquence une victoire écrasante de l'émir et de ses alliés. Les rebelles fuient dans la région de Gorgan. Nouh récompense Subuktigîn et son fils Mahmud avec des titres, et donne aussi le poste de gouverneur du Khorassan à Mahmud.
En 995, Abu 'Ali et Fa'iq reviennent avec de nouvelles forces et expulsent Mahmud de Nishapur. Subuktigîn retrouve son fils et ensemble ils défont les rebelles près de Tus. Abu 'Ali et Fa'iq fuient vers le nord, ce dernier trouvant refuge chez les Qarakhanides. Nouh, pardonne toutefois Abu 'Ali, et l'envoie au Khwarezm. Le Khwarezm Shah, qui tient le sud du Khwarezm en tant que vassal des Samanides, emprisonne Abu 'Ali. Tous les deux sont capturés quand le gouverneur samanide du nord du Khwarezm envahit ce territoire à partir de la région de Gorgan. Il annexe le sud du Khwarezm et renvoie Abu 'Ali à Nouh. L'émir l'envoie à Subuktigîn en 996, et il est par la suite exécute par les Ghaznévides.
Pendant ce temps, Fa'iq essaye de convaincre Nasr Khan, le successeur de Bughra Khan, de lancer une campagne contre les Samanides. Au lieu de cela, les Qarakhanides font la paix avec Nouh. Fa'iq est pardonné et retrouve son poste de gouverneur de Samarcande. Bien que la paix est finalement établie, les années de conflit qui l'ont précédé ont considérablement meurtri les Samanides. Les Qarakhanides ont pris le contrôle de la plupart du nord-est, tandis que les Ghazvénides tiennent fermement pour eux-mêmes le Khorassan et les terres au sud de l'Oxus. Le gouverneur du Khwarezm accepte l'autorité de Nouh. C'est dans une condition de grande faiblesse du pouvoir de l'État samanide que Nouh meurt en 997. Son fils Mansur II lui succède.